# Bituminaria acaulis
Bituminaria acaulis là một loài thực vật có hoa trong họ Đậu. Loài này được (Hoffm.) C.H.Stirt. miêu tả khoa học đầu tiên.